# Nguyên lý thứ nhất của nhiệt động lực học
Nguyên lí 1 nhiệt động lực học là định luật bảo toàn năng lượng, với các dạng năng lượng của một hệ thống nhiệt động. Định luật bảo toàn năng lượng nói rằng tổng năng lượng của một hệ cô lập là không đổi; năng lượng có thể được chuyển đổi từ dạng này sang dạng khác, nhưng không thể tạo ra cũng không bị phá hủy. Luật đầu tiên thường được viết theo công thức:
{\displaystyle \Delta U=Q+A\quad (a)}
Với:
- {\displaystyle U} là nội năng của hệ thống.
- {\displaystyle Q} là nhiệt lượng hệ thống nhận được.
- {\displaystyle A} là công hệ thống thực hiện.

Nó nói rằng sự thay đổi nội năng ΔU của một hệ thống kín bằng với lượng nhiệt Q cung cấp cho hệ thống, trừ đi lượng công A mà hệ thống thực hiện trên môi trường xung quanh. Quy ước dấu này là của ông Rudolf Clausius và được sử dụng khá phổ biến. Một quy ước dấu phổ biến khác bởi Max Plank và IUPAC đặt dấu cộng thay vì dấu trừ, quy ước rẳng {\displaystyle A} là công hệ thống nhận được. Những công thức dưới đây được sẽ xét theo quy ước của ông Rudolf. Những quy ước khác chỉ thay đổi dấu của {\displaystyle Q} và {\displaystyle A}  nên các phương trình dưới đây chỉ đúng trong quy ước này.
Một tuyên bố tương đương là máy động cơ vĩnh cửu loại đầu tiên là không thể tồn tại. Một dạng khác thường thấy của biểu thức là:
{\displaystyle Q=\Delta U-A}
Phương trình nói rằng lương nhiệt {\displaystyle Q} cung cấp cho hệ sẽ được dùng để tăng nội năng {\displaystyle \Delta U} và thực hiện công {\displaystyle A}. Biểu thức trên phản ánh đúng sự vận hành của một động cơ nhiệt hơn biểu thức bảo toàn năng lượng.

## Lịch sử
Các điều tra về bản chất của nhiệt và công và mối quan hệ của chúng bắt đầu với việc phát minh ra các động cơ đầu tiên được sử dụng để lấy nước từ các mỏ. Những cải tiến cho các động cơ như vậy để tăng hiệu quả và công suất đầu tiên của chúng trước hết là từ các cơ chế làm việc với các máy như vậy nhưng chỉ làm chậm tiến bộ. Các nghiên cứu sâu hơn mà dựa trên cơ sở toán học và vật lý sẽ đến sau này.
Định luật nhiệt động lực học đầu tiên được phát triển theo kinh nghiệm trong khoảng nửa thế kỷ. Những tuyên bố đầy đủ đầu tiên của luật được Rudolf Clausius và từ William Rankine đưa ra vào năm 1850; Tuyên bố của Rankine được coi là ít khác biệt so với của Clausius. Một khía cạnh chính của cuộc đấu tranh là để đối phó với lý thuyết nhiệt lượng được đề xuất trước đây.
Năm 1840, Germain Hess đã tuyên bố một luật bảo toàn cho cái gọi là 'sức nóng của phản ứng' đối với các phản ứng hóa học. Luật của ông sau đó đã được công nhận là hệ quả của định luật nhiệt động lực học đầu tiên, nhưng tuyên bố của Hess không liên quan rõ ràng đến mối quan hệ giữa trao đổi năng lượng bằng nhiệt và công.
Theo Truesdell (1980), Julius Robert von Mayer năm 1841 đã đưa ra một tuyên bố có nghĩa là "trong một quá trình ở áp suất không đổi, nhiệt được sử dụng để tạo ra sự giãn nở có thể thay đổi được với công", nhưng đây không phải là tuyên bố chung của định luật đầu tiên.

### Tuyên bố gốc: "phương pháp nhiệt động"
Các tuyên bố ban đầu của thế kỷ XIX về định luật nhiệt động lực học đầu tiên đã xuất hiện trong một khung khái niệm, trong đó việc truyền năng lượng dưới dạng nhiệt được coi là một khái niệm nguyên thủy, không được định nghĩa hoặc xây dựng bởi sự phát triển lý thuyết của khung, nhưng được giả định trước đó và đã được chấp nhận. Khái niệm nguyên thủy về nhiệt được coi là đã được thiết lập theo kinh nghiệm, đặc biệt là thông qua nhiệt lượng được coi là một chủ đề theo đúng nghĩa của nó, trước khi nhiệt động lực học. Cùng nguyên thủy với khái niệm nhiệt này là các khái niệm về nhiệt độ thực nghiệm và cân bằng nhiệt. Khung này cũng lấy nguyên tắc là khái niệm chuyển giao năng lượng thành công. Khung này không giả định một khái niệm về năng lượng nói chung, nhưng coi nó là nguồn gốc hoặc tổng hợp từ các khái niệm trước đây về nhiệt và công. Theo một tác giả, khung này đã được gọi là phương pháp "nhiệt động".

## Biểu thức giải tích của nguyên lí thứ nhất
Với một biến đổi rất nhỏ của trạng thái của hệ, ta viết được:
{\displaystyle \mathrm {d} U=\delta Q-\delta A\quad (b)}
Khi hệ biến đổi từ trạng thái (1) đến trạng thái (2), thay cho đẳng thức (a) ta có:
{\displaystyle \int _{1}^{2}\mathrm {d} U=\int _{1}^{2}\delta Q-\int _{1}^{2}\delta A}
Vì {\displaystyle U} là một loại năng lượng nên giá trị của nó không phụ thuộc vào cách đạt tới 2 trạng thái nên {\displaystyle \int _{1}^{2}\mathrm {d} U=U_{2}-U_{1}}  không phụ thuộc vào dạng đường đi của quá trình. Vì vậy xét về mặt tính toán giải tích {\displaystyle \mathrm {d} U} là vi phân toàn phần.
Ngược lại {\displaystyle \int _{1}^{2}\delta Q} và {\displaystyle \int _{1}^{2}\delta A} có thể có những giá trị khác nhau các quá trình được thực hiện để làm biến đổi trạng thái từ (1) đến (2). Vì vậy {\displaystyle \delta Q} và {\displaystyle \delta A} không phải là những vi phân toàn phần. Có nghĩa là ta không thể viết {\displaystyle \int _{1}^{2}\delta Q=Q_{2}-Q_{1}} hay {\displaystyle \int _{1}^{2}\delta A=A_{2}-A_{1}} VÌ không phải ở mỗi trạng thái có một nhiệt lượng hay công cơ học xác định.
Từ định nghĩa của entropi, ta có thêm một biểu thức cho một sự biến đổi thuận nghịch:
{\displaystyle \mathrm {d} U=T\mathrm {d} S-\delta A}
Với {\displaystyle T} là nhiệt độ của hệ, {\displaystyle \mathrm {d} S} là lượng vi phân entropi